# Reichstagswahlkreis Regierungsbezirk Wiesbaden 5

Die Wahlkreisaufteilung des Deutschen Reichs.

Der Reichstagswahlkreis Regierungsbezirk Wiesbaden 5 (in der reichsweiten Durchnummerierung auch Reichstagswahlkreis 191; auch Reichstagswahlkreis Dillkreis-Oberwesterwald genannt) war der fünfte Reichstagswahlkreis im Regierungsbezirk Wiesbaden der preußischen Provinz Hessen-Nassau für die Reichstagswahlen im Deutschen Reich und im Norddeutschen Bund von 1867 bis 1918.

## Wahlkreiszuschnitt
Er umfasste die ehemaligen nassauischen Ämter Dillenburg, Hachenburg, Herborn, Marienberg, Rennerod und Selters (also Teilen des Dillkreises, Oberwesterwaldkreises und des Unterwesterwaldkreises).
| Jahr | Einwohner |
| ---- | --------- |
| 1890 | 93.630    |
| 1895 | 94.943    |
| 1900 | 98.875    |
| 1905 | 103.846   |
| 1910 | 110.344   |

|      | Landwirtschaft | Industrie und Gewerbe | Handel und Dienstleistungen |
| ---- | -------------- | --------------------- | --------------------------- |
| 1895 | 64,3           | 31,2                  | 4,5                         |
| 1907 | 54,1           | 35,6                  | 10,3                        |

|      | Evangelisch | Katholisch |
| ---- | ----------- | ---------- |
| 1890 | 73,2        | 24,6       |
| 1905 | 72,4        | 24,5       |
| 1910 | 72,3        | 24,6       |

## Abgeordnete
| Wahl                                 | Abgeordneter                         | Partei | Bild |
| ------------------------------------ | ------------------------------------ | ------ | ---- |
| Reichstagswahl Februar 1867 bis 1871 | Friedrich von Schwartzkoppen-Rottorf | AL     | 0    |
| Reichstagswahl 1871 bis 1874         | Wilhelm Winter                       | DFP    | 0    |
| Reichstagswahl 1874 bis 1884         | Georg Thilenius                      | NL     | 0    |
| Reichstagswahl 1884 bis 1890         | Lothar von Wurmb                     | DRP    |      |
| Reichstagswahl 1890 bis 1893         | Gustav Kauffmann                     | DFrP   |      |
| Reichstagswahl 1893 bis 1903         | Heinrich Hofmann                     | NL     | 0    |
| Reichstagswahl 1903 bis 1918         | Georg Burckhardt                     | CS     |      |

## Wahlen

### 1867 (Februar)
Es fand nur ein Wahlgang statt. 12671 Stimmen wurden abgegeben. Die Zahl der gültigen Stimmen betrug 11482.
| Kandidat                             | Partei   | Stimmen | in %   | Anmerkungen                                               |
| ------------------------------------ | -------- | ------- | ------ | --------------------------------------------------------- |
| Friedrich von Schwartzkoppen-Rottorf | AL       | 6751    | 58,5 % | 0                                                         |
| Gustav von Diest                     | DRP      | 86      | 0,7 %  | 0                                                         |
| Friedrich Daniel Treupel             | NL       | 4289    | 37,4 % | Bergwerksbesitzer, später Abgeordneter im Kommunallandtag |
| Eduard Siebert                       | Lib      | 170     | 1,5 %  | 0                                                         |
| Johann Georg Rau                     | kath     | 54      | 0,5 %  | 0                                                         |
| 0                                    | Sonstige | 132     | 1,1    | 0                                                         |

### 1867 (August)
Es fand nur ein Wahlgang statt. Die Zahl der Wahlberechtigten betrug 19694. 6539 Stimmen wurden abgegeben, die Wahlbeteiligung betrug 33,2 %.Die Zahl der gültigen Stimmen betrug 6525.
| Kandidat                             | Partei   | Stimmen | in %   | Anmerkungen |
| ------------------------------------ | -------- | ------- | ------ | ----------- |
| Friedrich von Schwartzkoppen-Rottorf | AL       | 3808    | 58,4 % | 0           |
| Hermann Schulze-Delitzsch            | DFP      | 1930    | 29,6 % | 0           |
| 0                                    | Sonstige | 787     | 12     | 0           |

### 1871
Es fand nur ein Wahlgang statt. Die Zahl der Wahlberechtigten betrug 17963. 9937 Stimmen wurden abgegeben, die Wahlbeteiligung betrug 55,3 %.Die Zahl der gültigen Stimmen betrug 9911.
| Kandidat                 | Partei   | Stimmen | in %   | Anmerkungen |
| ------------------------ | -------- | ------- | ------ | ----------- |
| Wilhelm Winter           | K        | 5771    | 58,2 % | 0           |
| Friedrich Daniel Treupel | NL       | 4028    | 40,6 % | 0           |
| 0                        | DFP      | 66      | 0,7 %  | 0           |
| 0                        | Sonstige | 46      | 0,5    | 0           |

### 1874
Es fand nur ein Wahlgang statt. Die Zahl der Wahlberechtigten betrug 19382. 15115 Stimmen wurden abgegeben, die Wahlbeteiligung betrug 78 %.Die Zahl der gültigen Stimmen betrug 15102.
| Kandidat        | Partei   | Stimmen | in %   | Anmerkungen |
| --------------- | -------- | ------- | ------ | ----------- |
| Georg Thilenius | NL       | 11467   | 75,9 % | 0           |
| Wilhelm Winter  | K        | 3556    | 23,5 % | 0           |
| 0               | Sonstige | 79      | 0,5    | 0           |

### 1877
Es fand nur ein Wahlgang statt. Die Zahl der Wahlberechtigten betrug 20152. 14287 Stimmen wurden abgegeben, die Wahlbeteiligung betrug 70,9 %.Die Zahl der gültigen Stimmen betrug 14272.
| Kandidat        | Partei   | Stimmen | in %   | Anmerkungen                                                 |
| --------------- | -------- | ------- | ------ | ----------------------------------------------------------- |
| Georg Thilenius | NL       | 7221    | 50,6 % | 0                                                           |
| Eugen Stamm     | K        | 3253    | 22,8 % | Prokurator und Rechtsanwalt in Usingen, Höchst und Weilburg |
| Karl Wirth      | Zentrum  | 3736    | 26,2 % | Amtmann in Selters, rennerod und Hadamar                    |
| 0               | Sonstige | 30      | 0,2    | 0                                                           |

### 1878
Es fanden zwei Wahlgänge statt. Die Zahl der Wahlberechtigten betrug 21326. 14568 Stimmen wurden im ersten Wahlgang abgegeben, die Wahlbeteiligung betrug 68,3 %.Die Zahl der gültigen Stimmen betrug 14558.
| Kandidat        | Partei   | Stimmen | in %   | Anmerkungen |
| --------------- | -------- | ------- | ------ | ----------- |
| Georg Thilenius | NL       | 7049    | 48,4 % | 0           |
| Eugen Stamm     | K        | 4053    | 27,8 % | 0           |
| Karl Wirth      | Zentrum  | 3444    | 23,7 % | 0           |
| 0               | Sonstige | 12      | 0,1    | 0           |

13469 Stimmen wurden in der Stichwahl abgegeben, die Wahlbeteiligung betrug 63,2 %.Die Zahl der gültigen Stimmen betrug 13464.
| Kandidat        | Partei | Stimmen | in %   | Anmerkungen |
| --------------- | ------ | ------- | ------ | ----------- |
| Georg Thilenius | NL     | 8945    | 66,4 % | 0           |
| Eugen Stamm     | K      | 4519    | 33,6 % | 0           |

### 1881
Es fanden zwei Wahlgänge statt. Die Zahl der Wahlberechtigten betrug 20237. 13300 Stimmen wurden im ersten Wahlgang abgegeben, die Wahlbeteiligung betrug 65,7 %.Die Zahl der gültigen Stimmen betrug 13273.
| Kandidat         | Partei   | Stimmen | in %   | Anmerkungen |
| ---------------- | -------- | ------- | ------ | ----------- |
| Georg Thilenius  | LVg      | 6175    | 46,5 % | 0           |
| Theodor Peters   | NL       | 1726    | 13 %   | 0           |
| Johannes Ibach   | Zentrum  | 2900    | 21,8 % | 0           |
| Lothar von Wurmb | DRP      | 2462    | 18,6 % | 0           |
| 0                | Sonstige | 10      | 0,1    | 0           |

13976 Stimmen wurden in der Stichwahl abgegeben, die Wahlbeteiligung betrug 69,1 %.Die Zahl der gültigen Stimmen betrug 13958.
| Kandidat        | Partei  | Stimmen | in %   | Anmerkungen |
| --------------- | ------- | ------- | ------ | ----------- |
| Georg Thilenius | LVg     | 10310   | 73,9 % | 0           |
| Johannes Ibach  | Zentrum | 3648    | 26,1 % | 0           |

### 1884
Es fand nur ein Wahlgang statt. Die Zahl der Wahlberechtigten betrug 20445. 14368 Stimmen wurden abgegeben, die Wahlbeteiligung betrug 70,3 %.Die Zahl der gültigen Stimmen betrug 14344.
| Kandidat         | Partei   | Stimmen | in %   | Anmerkungen |
| ---------------- | -------- | ------- | ------ | ----------- |
| Lothar von Wurmb | DRP      | 7203    | 50,2 % | 0           |
| Georg Thilenius  | DFrP     | 7126    | 49,7 % | 0           |
| 0                | Sonstige | 15      | 0,1    | 0           |

### 1887
Es fand nur ein Wahlgang statt. Die Zahl der Wahlberechtigten betrug 21178. 18175 Stimmen wurden abgegeben, die Wahlbeteiligung betrug 85,8 %.Die Zahl der gültigen Stimmen betrug 18156.
| Kandidat         | Partei   | Stimmen | in %   | Anmerkungen |
| ---------------- | -------- | ------- | ------ | ----------- |
| Lothar von Wurmb | DRP      | 10666   | 58,7 % | 0           |
| Gustav Kauffmann | DFrP     | 7481    | 41,2 % | 0           |
| 0                | Sonstige | 9       | 0,1    | 0           |

### 1890
Es fand nur ein Wahlgang statt. Die Zahl der Wahlberechtigten betrug 21605. 16544 Stimmen wurden abgegeben, die Wahlbeteiligung betrug 76,6 %.Die Zahl der gültigen Stimmen betrug 16516.
| Kandidat          | Partei   | Stimmen | in %   | Anmerkungen |
| ----------------- | -------- | ------- | ------ | ----------- |
| Gustav Kauffmann  | DFrP     | 9392    | 56,9 % | 0           |
| Oswald Zimmermann | AS       | 148     | 0,9 %  | 0           |
| Paul Fromme       |          |         | %      | 0           |
| 0                 | Sonstige | 17      | 0,1    | 0           |

### 1893
Es fand nur ein Wahlgang statt. Die Zahl der Wahlberechtigten betrug 21767. 16730 Stimmen wurden abgegeben, die Wahlbeteiligung betrug 76,8 %.Die Zahl der gültigen Stimmen betrug 16695.
| Kandidat         | Partei   | Stimmen | in %   | Anmerkungen |
| ---------------- | -------- | ------- | ------ | --- |
| Heinrich Hofmann | NL       | 10254   | 61,4 % | 0 |
| Emil Bodeck      | DRefP    | 1089    | 6,5 %  | Gastwirt |
| Konrad Meißner   | FrVP     | 5116    | 30,7 % | Rechtsanwalt und Notar in Bad Homburg, später dort Stadtverordnetenvorsteher. Später Mitglied des Direktoriums der Deutschen Genossenschaftsbank |
| Michael Fischer  | SPD      | 220     | 1,3 %  | Schumacher, Redakteur der Volksstimme in Frankfurt                                                                                               |
| 0                | Sonstige | 16      | 0,1    | 0 |

### 1898
Es fand nur ein Wahlgang statt. Die Zahl der Wahlberechtigten betrug 22008. 14331 Stimmen wurden abgegeben, die Wahlbeteiligung betrug 65,1 %.Die Zahl der gültigen Stimmen betrug 14315.
| Kandidat             | Partei   | Stimmen | in %   | Anmerkungen                                                           |
| -------------------- | -------- | ------- | ------ | --------------------------------------------------------------------- |
| Heinrich Hofmann     | NL       | 7343    | 51,3 % | 0                                                                     |
| Dietrich von Oertzen | CS       | 2061    | 14,4 % | großherzoglich mecklemburgischer Leutnant a. D., Redakteur, Dr. h. c. |
| Wilhelm Wirth        | Zentrum  | 3477    | 24,3 % | praktischer Arzt in Höhr                                              |
| Alexander Alberti    | FrVG     | 569     | 4 %    | 0                                                                     |
| August Bebel         | SPD      | 841     | 5,9 %  | 0                                                                     |
| 0                    | Sonstige | 24      | 0,1    | 0                                                                     |

### 1903
Es fanden zwei Wahlgänge statt. Die Zahl der Wahlberechtigten betrug 23468. 16871 Stimmen wurden im ersten Wahlgang abgegeben, die Wahlbeteiligung betrug 71,9 %.Die Zahl der gültigen Stimmen betrug 16181.
| Kandidat          | Partei   | Stimmen | in %   | Anmerkungen |
| ----------------- | -------- | ------- | ------ | ----------- |
| Georg Burckhardt  | CS       | 4326    | 25,7 % | 0           |
| Carl Lucke        | BlD      | 1526    | 9,1 %  | 0           |
| Heinrich Hofmann  | NL       | 4733    | 28,1 % | 0           |
| Wilhelm Wirth     | Zentrum  | 4097    | 24,4 % | 0           |
| Alexander Alberti | FrVG     | 809     | 4,8 %  | 0           |
| August Bebel      | SPD      | 1312    | 7,8 %  | 0           |
| 0                 | Sonstige | 15      | 0,1    | 0           |

16597 Stimmen wurden in der Stichwahl abgegeben, die Wahlbeteiligung betrug 70,7 %.Die Zahl der gültigen Stimmen betrug 16560.
| Kandidat         | Partei | Stimmen | in %   | Anmerkungen |
| ---------------- | ------ | ------- | ------ | ----------- |
| Georg Burckhardt | CS     | 9337    | 56,4 % | 0           |
| Heinrich Hofmann | NL     | 7223    | 43,6 % | 0           |

### 1907
Es fand nur ein Wahlgang statt. Die Zahl der Wahlberechtigten betrug 24837. 21545 Stimmen wurden abgegeben, die Wahlbeteiligung betrug 86,7 %.Die Zahl der gültigen Stimmen betrug 21510.
| Kandidat         | Partei   | Stimmen | in %   | Anmerkungen |
| ---------------- | -------- | ------- | ------ | ----------- |
| Georg Burckhardt | CS       | 11168   | 51,9 % | 0           |
| Walter Lohmann   | NLP      | 9254    | 43 %   | 0           |
| Louis Trott      | SPD      | 1049    | 4,9 %  | 0           |
| 0                | Sonstige | 39      | 0,2    | 0           |

### 1912
Es fanden zwei Wahlgänge statt. Die Zahl der Wahlberechtigten betrug 26092. 22025 Stimmen wurden im ersten Wahlgang abgegeben, die Wahlbeteiligung betrug 84,4 %.Die Zahl der gültigen Stimmen betrug 21985.
| Kandidat         | Partei   | Stimmen | in %   | Anmerkungen          |
| ---------------- | -------- | ------- | ------ | -------------------- |
| Georg Burckhardt | CS       | 10216   | 46,5 % | 0                    |
| Walter Lohmann   | NLP      | 5614    | 25,5 % | 0                    |
| Fritz Fresenius  | FoVP     | 4073    | 18,5 % | Pfarrer in Essenheim |
| Richard Maroke   | SPD      | 2062    | 9,4 %  | 0                    |
| 0                | Sonstige | 20      | 0,1    | 0                    |

23365 Stimmen wurden in der Stichwahl abgegeben, die Wahlbeteiligung betrug 89,5 %.Die Zahl der gültigen Stimmen betrug 23297.
| Kandidat         | Partei | Stimmen | in %   | Anmerkungen |
| ---------------- | ------ | ------- | ------ | ----------- |
| Georg Burckhardt | CS     | 11826   | 50,8 % | 0           |
| Walter Lohmann   | NLP    | 11471   | 49,2 % | 0           |